# 可愛ゆう
可愛 ゆう（かわい ゆう、1975年12月11日 - ）は、日本の元AV女優、女優。

## 略歴
1994年に北原小雪の名でAVデビュー。4本の作品に出演した後、可愛ゆうに改名し『ロリポップ天国』（宇宙企画）で再デビューした。童顔で美巨乳のロリータ系アイドルとして、AVのみならず、グラビアでも人気を集めた。ストリッパーとして浅草ロック座の舞台にも出演したことがある。
AV引退後は、樋口みつきと改名し、女優として映画やドラマに出演。後に、難病を患ったことで女優業を控えるようになり、主にナレーターとして活動している。

## 人物
異なるプロフィールがいくつかある。
- XCITYプロフィールでは、B:83(D)・W:56・H:80としている[5]。
- 「ロリポップ天国」のケース裏面のプロフィールには、B:83(D-65)・W:56・H:80としている[2]。
- 「花嫁の生下着 6」のケース裏面のプロフィールには、B:85(E-65)・W:56・H:80としている。[6]
- 「ビデオアイドル ヘアーショット」のケース裏面のプロフィールには、B:85(E-65)・W:56・H:88としている[7]。

趣味：ショッピング、スキー

## 出演作品

### アダルトビデオ
北原小雪 名義
1994年
- ブルマの甘い香り もみもみ新乳生（1月23日、芳友舎）＊デビュー作
- 罠（2月16日、KUKI）
- 卒業エッチ あえぎは尊し我が師の亀（3月22日、芳友舎）
- オクトパス（4月6日、KUKI）

 可愛ゆう 名義
1994年
- ロリポップ天国（11月6日、宇宙企画）
- Hは授業のあとにして!（12月24日、アトラス21）
- Beppin School VOL.12（12月25日、英知出版）青沼ちあさ ほか ＊イメージビデオ

1995年
- なんたって18歳（1月26日、シャイ企画）
- ベイビーフェイス（2月23日、KUKI）
- インモラルbody（2月24日、笠倉出版社）
- 花嫁の生下着 6（3月22日、KUKI）
- 新生スペルマ淫度10 PART4（4月10日、笠倉出版社）全10名 ＊オムニバス作品
- 花の扉にくちづけて（4月14日、アトラス21）＊「Ｈは授業のあとにして!」を再編集したもの
- Bye Bye ハイティーン（4月30日、アイビック）
- ストロベリー白書（5月25日、オー・ケイ出版社）
- AVアイドル四姉妹物語 水野愛・可愛ゆう・岡崎美女・杉本ゆみか（6月14日、KUKI）
- ビデオマガジン デラべっぴん第4号（6月25日、英知出版）＊オムニバス作品 ＊アイドルビデオ
- ゆうの泥棒日記（6月30日、アイビック）
- タブー三姉妹（7月14日、V&Rプランニング）共演:麻木みく、曽我かおる
- お口にいっぱい（7月21日、笠倉出版社）
- 私がなんでもしてあげる（8月4日、サクセス・ビデオ・コミュニティー）＊「ベイビーフェイス」を再編集したもの
- ナース物語 濡れた茂み 4 観月沙織里・矢吹まりな・高城さやか・野原夕里香 他（8月11日、笠倉出版社 AJV75-96）全8名
- 女学生の友 6（8月20日、宇宙企画）他出演:高野ひとみ、かとう由梨など
- 姫マンゴ女子校生（9月8日、笠倉出版社）全5名
- SUPERセレクション Vol.3（9月10日、宇宙企画）他出演:宮内さおり、香坂ゆかり、星野美春、矢吹まりな ＊「ロリポップ天国」他を再編集したもの
- 平成巨乳伝説 1（10月12日、笠倉出版社）全30名
- 雫のヒロイン バスルームからのメッセージ 観月沙織里 西田ももこ 可愛ゆう ほか（12月20日、トライハートコーポレーション THC-002）全7名
  - ShowerTime 雫のヒロイン（1999年11月19日、トライハートコーポレーション OSD-7）全7名

1996年
- VINLハウスの果実たちVol.4（1月13日、KUKI）他出演:相舞みい、岡崎リオナ、小泉さやか、水野愛、青木さとみ、浅香クリスティ、森園聖香
- ヘアマガモジャ VOL.2 	北原梨奈・可愛ゆう・池上美沙（1月15日、英知出版）全3名
- 超アドニス 天使の微笑（2月10日、アイビック）他出演:小森まみ、水野さやか、新堂有望、相沢奈々、細川しのぶ、森尾ひとみ 全7名
- ビデオオークション 脱いでプライス （4月10日、アイビック）全4名
- 食べごろ女子校生 ナマ乳!ナマお尻!（5月17日、ミスクリスティーヌ）他出演:杉本りえ、乃坂エミ、中原美祐、小杉真奈 全5名
- 大巨乳 ワイド90分 1（9月24日、笠倉出版社 AJV-7688）全25名

1997年
- ザ・爆乳・巨乳・美乳コレクション（7月、笠倉出版社）全9名＊オムニバス作品
- 花嫁の生下着（10月31日、KUKI）他出演:桜樹ルイ、持田薫、内田香織、森尾ひとみ

2000年
- アブない女子校生 校内発射20連発（4月8日、VHS オー・ケイ出版）全20名
- AV2000 Vol.1（8月25日、DVD メディアバンク）多数出演
- ベイビーフェイス（10月27日、DVD KUKI）「ベイビーフェイス」「花嫁の生下着 6」を収録

2001年
- AV20年史 3（3月23日、デジタルドリーム）全50名
- ビデオアイドル ヘアーショット 小沢まどか・可愛ゆう（4月19日、DVD フライングドラゴン）＊アイドルDVD ※「避暑地の出来事/小沢まどか」と「FRUIT BRANDY/可愛ゆう」を収録
- 若妻Selection（4月20日、DVD メディアバンク）全50名

2002年
- THE SHY HISTORY 2（1月25日、DVD シャイ企画）全10名
- A.I. ATLAS INTEGRAL（6月21日、DVD アトラス21）全50名
- Atlas Adult Actress Vol.2 17人の謝激祭（10月11日、VHS アトラス21）全17名

2003年
- 女教師＆ブルマー20年史 Deluxe（2月14日、DVD FIVE STAR）全21名
- SHY VINTAGE KAWAI YU+KUMIKO GRACE（2月28日、DVD シャイ企画）他出演:クミコ・グレース
- 女と女。 二村レズベストセレクション 2（7月10日、DVD ドグマ）全7名

2004年
- 爆乳巨乳美乳20年史 Deluxe 1（1月30日、DVD FIVE STAR）全20名

2009年以降
- Legend Special 22（2009年10月16日、DVD エー・エス・ジェイ）「なんたって18歳」「Bye Bye ハイティーン」を収録
- 復刻セレクション Wパック ベイビーフェイス & 花嫁の生下着 6（2014年6月13日、DVD KUKI）「ベイビーフェイス」「花嫁の生下着 6」を収録

発売年不明
- FRUIT BRANDY（VHS ひりゅうヴィジュアルネットワーク FD-007）※イメージビデオ
- ヴァギナダイバー（VHS 09システム EVA-10）
- PANDORAーパンドラー 第1弾（DVD パンドラ企画 PAN-02）

### Vシネマ・オリジナルビデオ
可愛ゆう 名義
- 全裸女料理人VSはだかの女ドラゴン（1995年、日本ビデオ販売）監督:河崎実 他出演:観月沙織里、可愛伊代
- MANIAC アイドル誘拐（1996年2月22日、EMS）監督:吉田一之[9]
- 実写版 淫獣学園3 くノ一狩り（1996年4月26日、大映）監督:倉本薫[10]
- 東京デカメロン（1996年7月21日、センテスタジオ）監督:小林浩一、原作:実相寺昭雄[11]
- 淫乱症の女（1996年10月4日、ピンクパイナップル）監督:石川健一[12]
- マルソウ改造自動車教習所（1996年12月21日、イメージファクトリーアイエム）監督:高原秀和 -役名？？？[13] - 原作:東京板橋マルソウ自動車教習所（作者:古沢優）
- 女教師の危ない欲情（1996年12月21日、ピンクパイナップル）監督:清水こうせい[14]
- MANIAC 第二章 アイドル監禁（1997年4月25日、EMS）監督:吉田一之
- マモル（1997年5月23日、JVD）監督:須崎州一[15][16]

### 映画
樋口みつき 名義
- 悪の華（1997年9月6日公開、ケイエスエス）監督:篠原哲雄 - 高槻みき 役[17]
- 好色くノ一忍法帖 ヴァージン・スナイパー 美少女妖魔伝（1997年10月10日公開、新東宝映画＝国映）監督:渡辺元嗣 - 金魚・金魚の母 役[18]
- SLANG 黄犬群（1999年2月20日公開、徳間ジャパンコミュニケーションズ）監督:小沢和義 - ポーン 役[19]

### テレビドラマ
樋口みつき 名義
- せいぎのみかた（1997年4月14日 - 6月23日、日本テレビ系）
- 徳川慶喜（1998年1月4日 - 12月13日、NHK・大河ドラマ）- 侍女 役

### テレビ番組
- ASAYAN (テレビ東京)

### ナレーション
- 白黒アンジャッシュ(千葉テレビ)

### ゲーム
- 麻雀狂時代 コギャル放課後編（1996年1月12日、マイクロネット、セガサターン）共演：麻宮淳子 ほか

## 出版

### 写真集
- 可愛ゆう写真集 同級生（マドンナメイト）（1995年1月25日、二見書房）撮影:野川勇 ISBN 9784576950099
- 可愛ゆう写真集 のちの想ひに（1995年4月22日、笠倉出版社）撮影:上杉直也 ISBN 9784773002034
- 可愛ゆう写真集 巨乳コレクション Vol..5（1995年7月25日、黒田出版興文社）撮影:上杉直也 ISBN 9784876732470
- 可愛ゆうファースト写真集　Kit（1996年3月20日、英知出版）撮影:小沢忠恭 ISBN 9784754211172
- PHOTO ALBUM 厳選美少女50人の永久保存アルバム（1996年8月20日、英知出版）撮影:藤田健五 全50名 ISBN 9784754211424
- 1/1 HAIR POSTER 等身大ヘアポスター写真集（1996年8月25日、英知出版）撮影:岡克己 古川春彦 池田享昭 全12名 ISBN 978-4754211196
- 可愛ゆう写真集 BY MY SELF（1996年11月5日、ぶんか社）撮影:上野勇 ISBN 9784821121175
- 野川イサム写真集 超実物大（1998年1月5日、ブックマン社）撮影:野川イサム 全33名 ISBN 9784893083364
- 裸小説 LA-SHOUSETSU（1998年11月1日、ベストセラーズ）撮影:荒木経惟 全20名 ISBN 9784584170755

### 書籍
- 不思議の国の可愛ゆう Sexy dolls 15（1995年7月5日、宝島社）ISBN 978-4796609838

### 雑誌
- NoWoN Vol.8（1994年12月1日、ワニブックス）
- PHOTO SHOT Vol.5（1994年12月25日、英知出版）
- PHOTO SHOT Vol.6（1995年1月10日、英知出版）
- URECCO 1995年1月号、4月号、7月号（ミリオン出版）
- Beppin School 1995年1月号（英知出版）
- TOP TEN MATE 1995年1月号（若生出版）
- 写華力 VOL.7（1995年2月20日、メディアックス）
- GOKUH 1995年3月号、11月号（英知出版）
- PHOTO SHOT Vol.8（1995年4月25日、英知出版）
- Girl Friends 1995年4月号、8月号（若生出版）
- アップル通信 1995年4月号（三和出版）
- SUPERデラPin 1995年4月号（英知出版）
- デラべっぴん 1995年4月号、7月号、11月号、12月号、1996年4月号、7月号（英知出版）
- more PAW モアパウ 1995年4月号、9月号（ベストセラーズ）
- ザ・ヒットMAGAZINE 1995年5月号（三和出版）
- Bejeans 1995年7月1日号、10月1日号、1996年2月15日号、4月1日号、4月15日号（英知出版）
- ビデオ・ザ・ワールド 1995年7月号、8月号（表紙）（コアマガジン）
- セーラーメイトDX 1995年7月号（東京三世社）
- PHOTO SHOT Vol.10（1995年8月25日、英知出版）
- ベストビデオ 1995年9月号（三和出版）
- ACTRESS 1995年9月号（リイド社）
- SUPER GALS NOW 1995年11月号（シュベール出版）
- ×10 バイ・テン VOL.6（1995年12月15日、竹書房）
- PHOTO SHOT Vol.14（1996年2月25日、英知出版）
- PHOTO SHOT Vol.15（1996年5月5日、英知出版）
- WEEKLY プレイボーイ 1996年11月5日号（集英社）
- 美少女アクメ写真集 AV現場の本気エッチ満載!!（1999年2月15日、英知出版）